# Achelion occidentalis
Achelion occidentalis är en kräftdjursart som beskrevs av Hartnoll 1966. Achelion occidentalis ingår i släktet Achelion och familjen Entoniscidae.
Artens utbredningsområde är havet kring Jamaica. Inga underarter finns listade i Catalogue of Life.